# Arnesano
Arnesano és un municipi situat al territori de la província de Lecce, a la regió de la Pulla, (Itàlia).
Arnesano limita amb els municipis de Carmiano, Copertino, Lecce, Leverano, Monteroni di Lecce i Novoli.

## Galeria

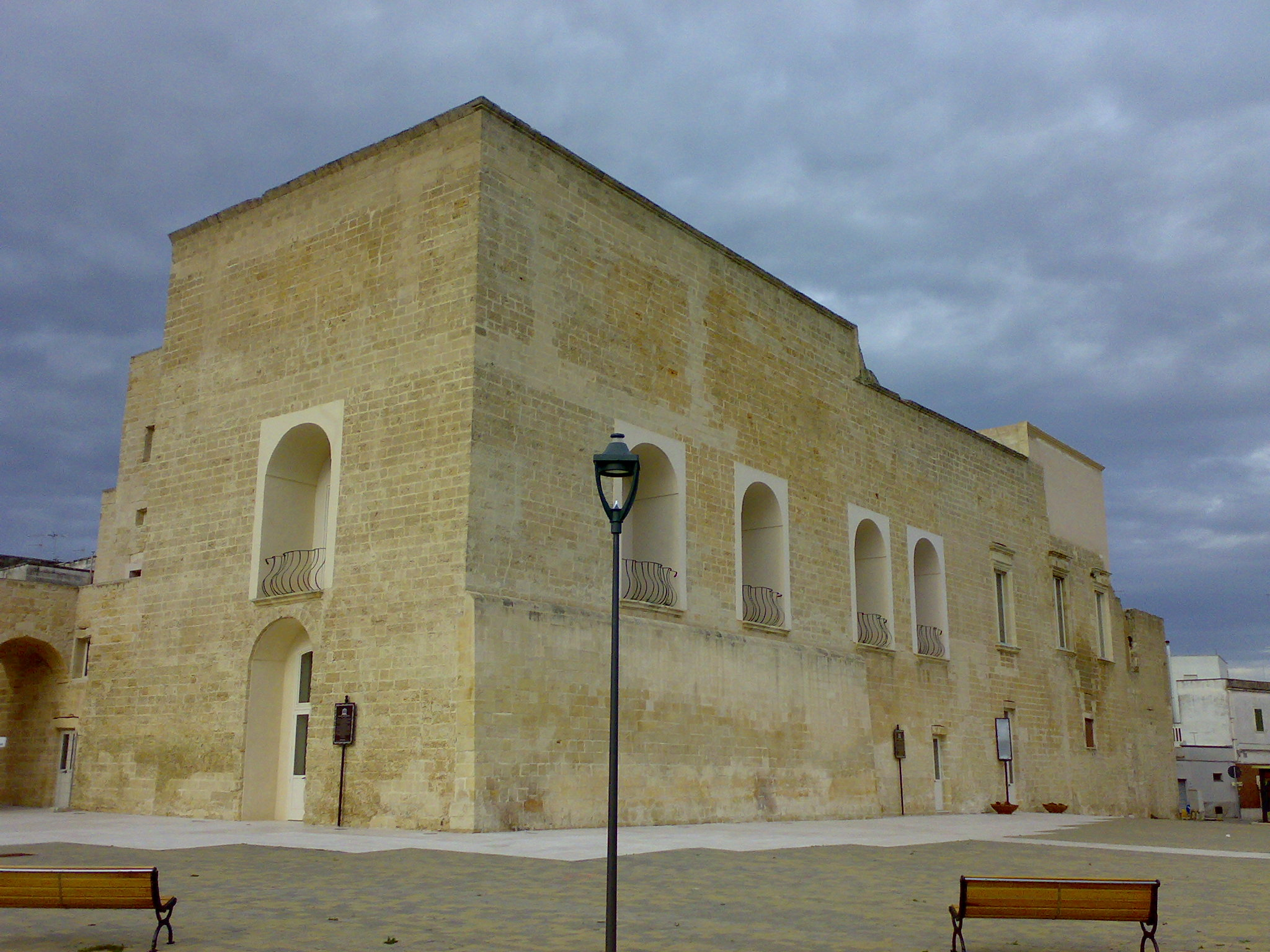
Palau feudal
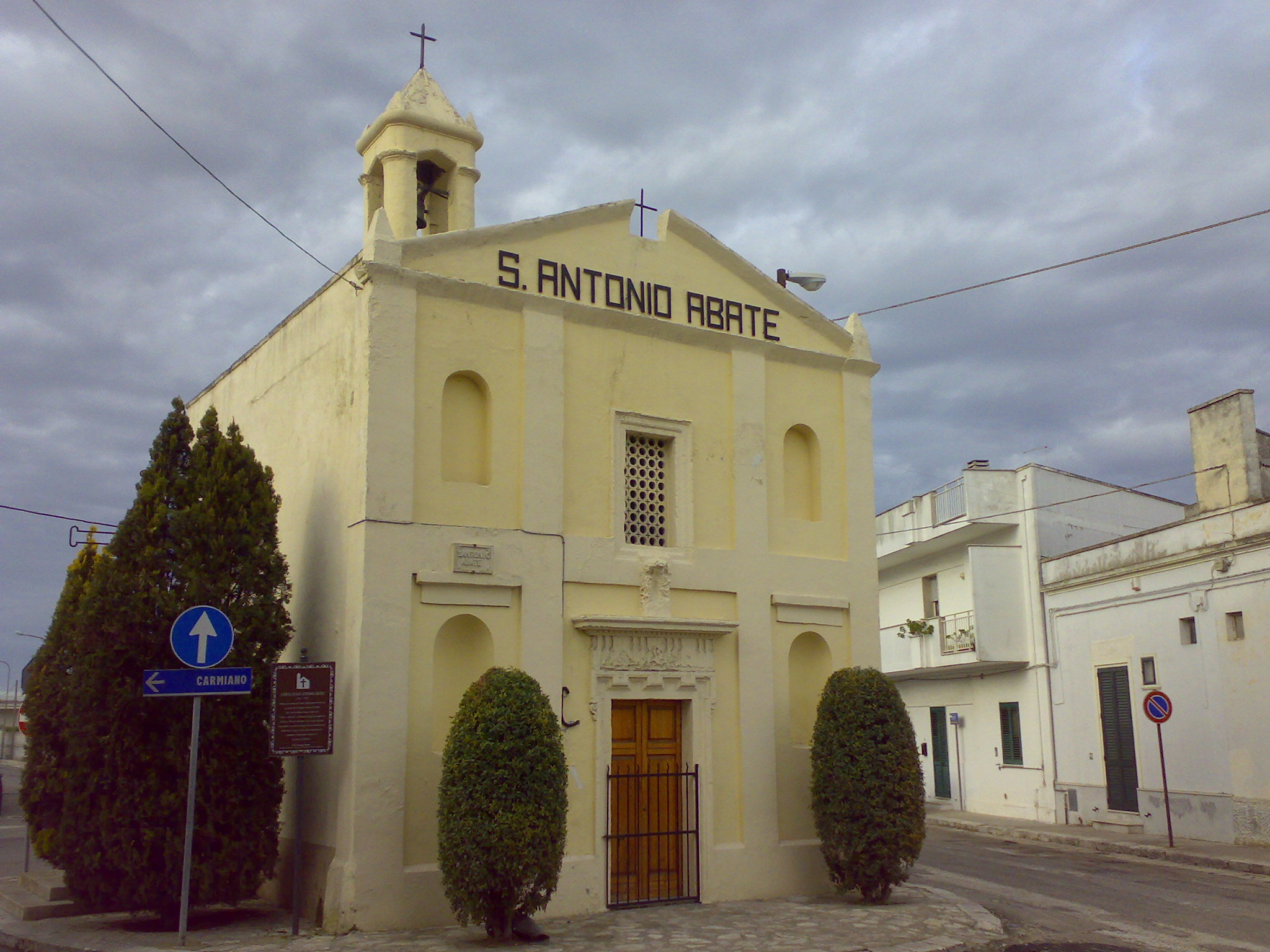
Església de S.Antoni Abat
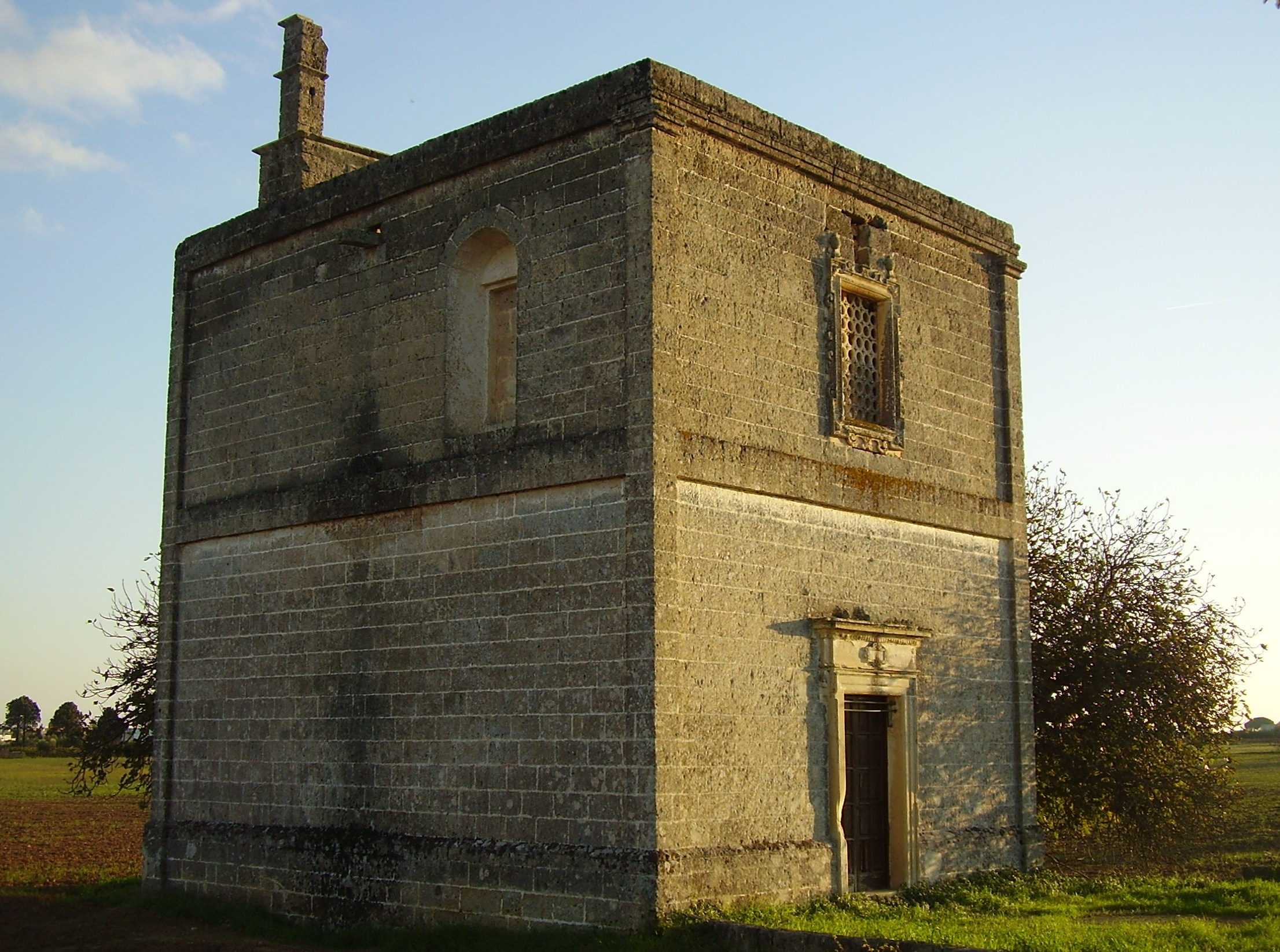
Església de S.Antoni de Pàdua
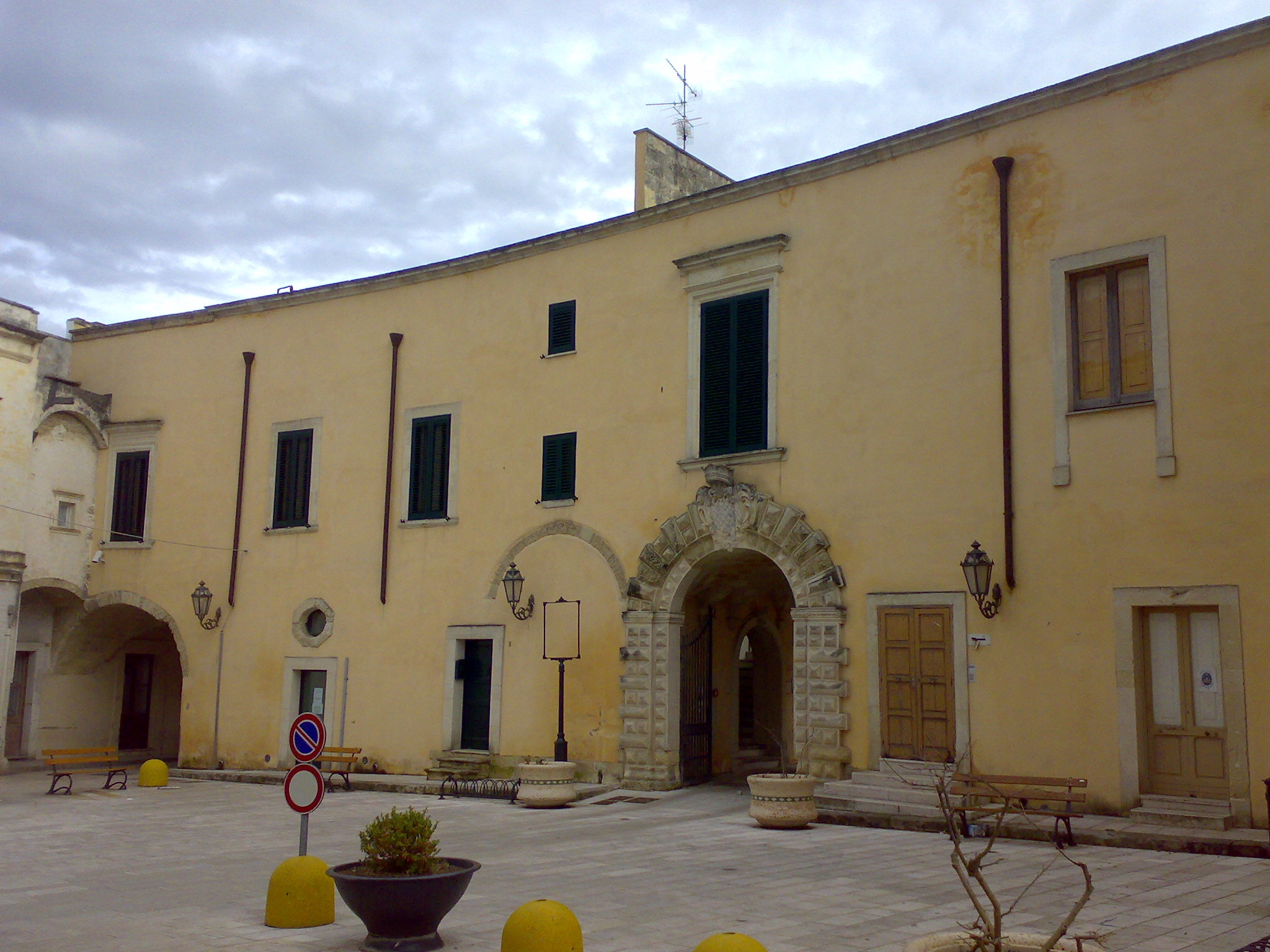
Palazzo Marchesale
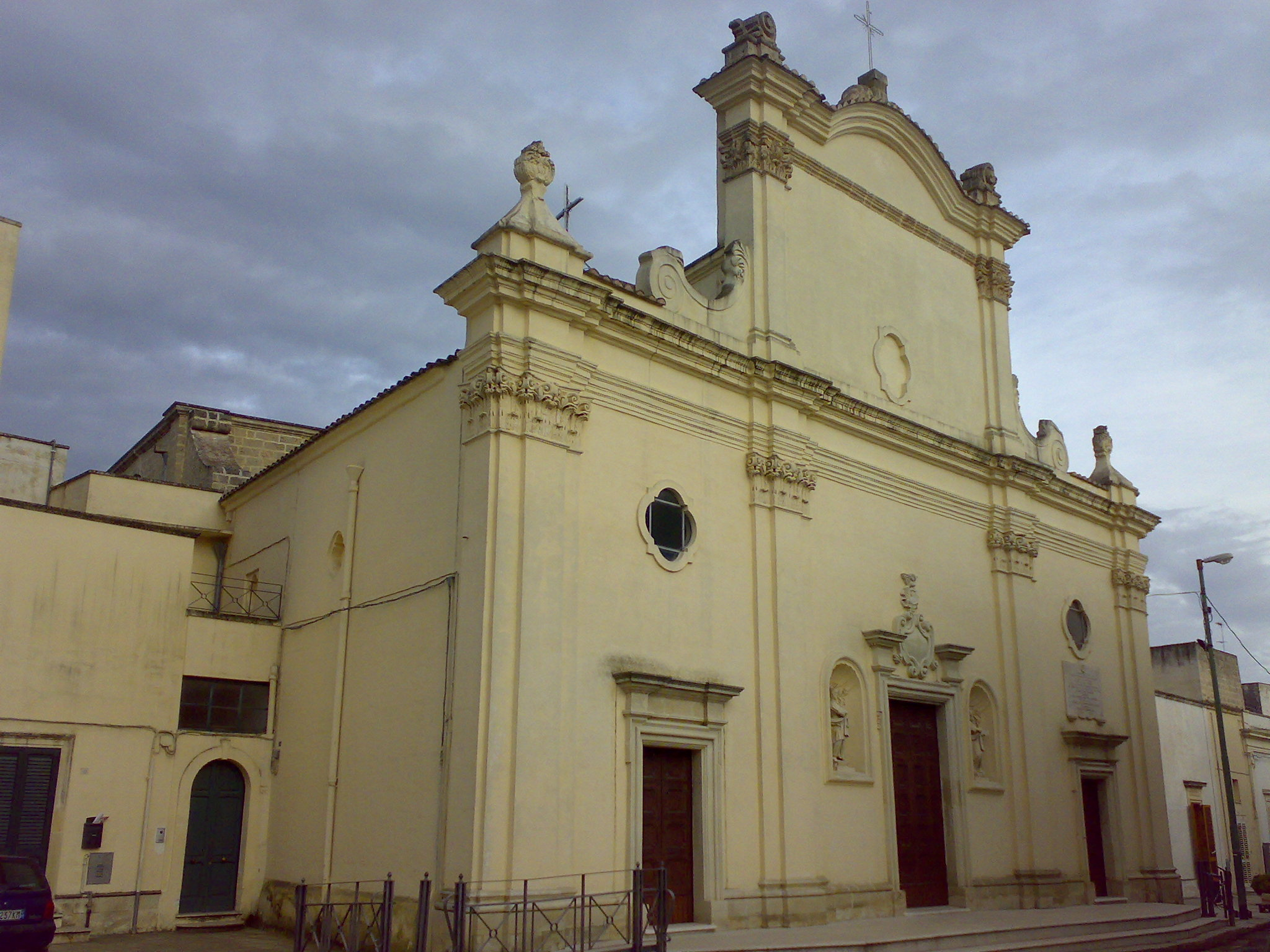
Església de S. Maria